# جودیت کریست
جودیت کریست (انگلیسی: Judith Crist؛ ‎/krɪst/‎؛ ۲۲ مهٔ ۱۹۲۲ – ۷ اوت ۲۰۱۲) روزنامه‌نگار و منتقد فیلم اهل ایالات متحده آمریکا بود. وی به‌طور مرتب از سال ۱۹۶۴ تا ۱۹۷۳ در برنامهٔ امروز حضور داشت.
از فیلم‌ها یا مجموعه‌های تلویزیونی که وی در آن‌ها نقش داشته است، می‌توان به خاطرات استارداست اشاره نمود.